# Kismet
„Kismet” (Кисмет; în română: Soartă) este un cântec interpretat în bulgară de Elița Todorova și de Stoian Iankulov.
Piesa a participat într-un concurs televizat la televiziunea bulgărească BNT care a avut scopul selectării piesei celor doi pentru participarea la Concursul Muzical Eurovision 2013. „Kismet” a obținut 10 puncte (3 de la juriul de specialitate și 7 din votul public), aflându-se la egalitate cu „Samo șampioni”, care a obținut 7 puncte de la juriul de specialitate și 3 din votul public. „Kismet” a câștigat selecția desfășurată pe 3 martie 2013 datorită regulii de departajare, conform căreia, în caz de egalitate, piesa care primește mai multe puncte din televot are prioritate.
Pe 11 martie, decizia a fost anulată de BNT, televiziunea declarând că va fi reprezentată de „Samo șampioni”. Postul TV și-a argumentat hotărârea prin informarea publicului cu privire la problemele legate de drepturile de autor ale piesei selectate inițial. 